# Победители (роман)
Побѣдители — роман Елены Чудиновой, написанный в жанре альтернативной истории. События романа происходят в 1984 году в Российской империи, восстановленной после победы белых в Гражданской войне.

## Сюжет
События романа происходят в августе-сентябре 1984 года, преимущественно в Москве. Российской империей управляет молодой император Николай III, близкий друг главной героини, писательницы Нелли. Монархия в России была восстановлена после того, как в 1919 году войска Юденича взяли Петроград, красные были частично истреблены, частично бежали из страны, образовав «красноэмиграцию».
Россия процветает под сенью самодержавия, Священный Союз поддерживает спокойствие в мире, но Нелли не покидает ощущение, что где-то существует параллельная большевистская Россия, в которой многих её современников нет в живых, города носят имена красных вождей, а люди влачат жалкое существование.

## Персонажи и прототипы

### Основные персонажи
- Нелли, Елена Петровна Чудинова, 24 года. Дочь тайного советника, известного учёного. Католичка. Автор романа «Хранитель Анка» о Гражданской войне.

- Ник, Император Всероссийский Николай III Павлович, 24 года. Сын Павла II.

- Граф Роман Брюс, 23 года.

- Наташа, Наталья Всеволодовна Альбрехт, кузина Нелли, 36 лет.

- Вера Петровна Чудинова, старшая сестра Нелли, 32 года. Художница.

- Лера, Великая княжна Валерия Павловна, сестра Ника, 20 лет, художница.

- Бетси, Елизавета Андреевна Бегичева, владелица художественной галереи.

- Михаил, двоюродный брат Ника, 20 лет.

- Людовик ХХ Бурбон, король Франции, 7 лет.

- Авигдор Валерьевич Эскин, министр обороны Израиля, ровесник Нелли.

- Джон Кеннеди (младший), американец

- Юджин Костер, американец, переводчик романа Нелли Чудиновой

- отец Рейн Тоомпуу, 29 лет. Католический священник из Ревеля.

- Филипп Андреевич Орлов, брат Бетси, студент исторического факультета, 21 год.

- сестра Елизавета, ровесница Нелли. Сиделка.

- Катя, прислуга в доме Чудиновых.

Коммуна Старого Палашёвского переулка (прототип — Южинский кружок):
- Алексей Овсов, женатый на Ифигении Лабунской, возглавляющей «Отряд феминисток» — Александр Гельевич Дугин, состоявший в браке с Евгенией Евгеньевной Дебрянской

- Сайдар Пырин, около 40 лет — Гейдар Джахидович Джемаль.

### Персонажи, упоминаемые в романе, но не участвующие в его событиях
- Тихонин, член Старопалашёвской коммуны.

- Эжен Головлёв, вожак Старопалашёвской коммуны — Евгений Всеволодович Головин.

- Жорж Малеев, член Старопалашёвской коммуны — Юрий Витальевич Мамлеев.

- Джульетта Латыпова, либеральная журналистка, употребившая словосочетание «индикатор лексикографа» — Юлия Леонидовна Латынина, прославившаяся использованием словосочетания «стрелка осциллографа».

- Черемнуха, серийный убийца, действовавший за десять лет до событий, описанных в романе, может иметь 2 предполагаемых прототипа, Андрей Романович Чикатило и Константин Черёмушкин. Его фамилия в псковском и тверском диалектах означает «скарлатина».

### Исторические личности, чья судьба в романе сложилась иначе
- Александр Васильевич Колчак, адмирал Светлейший князь Колчак-Рифейский, Верховный Правитель России, сложивший с себя полномочия в 1931 г.

- Джон Фицджеральд Кеннеди, бывший президент Соединённых Штатов Америки, благополучно переживший покушение в Далласе и переизбранный на второй срок

- Роберт Фрэнсис Кеннеди, бывший президент Соединённых Штатов Америки, дважды занимавший пост

- Эдвард Мур Кеннеди, президент Соединённых Штатов Америки, занимающий пост во время действия романа

- Генрих VI, первый король Франции после Второй Реставрации

- Борис Софронович Коверда, классик журналистики, глава издательского объединения

- Юрий Алексеевич Гагарин, адмирал от авиации, один из руководителей русской космической программы, жив во время действия романа

- Владимир Ильич Ленин, Феликс Эдмундович Дзержинский, Пётр Лазаревич Войков, Сергей Миронович Киров повешены после свержения Советской власти.

- Лев Давидович Троцкий бежал в Швейцарию, где был убит в 1923 году, предположительно — агентами Колчака.

- Надежда Константиновна Крупская эмигрировала и умерла в нищете в Париже.

- Иосиф Виссарионович Сталин приговорён к пожизненной каторге, на которой умер, несмотря на неоднократные попытки заслужить доверие новой власти.

## Альтернативная реальность романа «Побѣдители»

### Политическая география
Россия входит в состав возрождённого Священного Союза. Союз состоит из трёх блоков, объединяющих монархии по религиозному принципу: православного (под предводительством России), католического (предводитель — Франция) и протестантского (предводитель — Великобритания); причём протестантский блок является проблемным.
Германия распалась на ряд государств, существовавших до её объединения. США переживают постоянный экономический и политический кризис.
Эстония входит в состав России на правах автономии.

### Наука и технология
В целом, научно-техническое развитие в мире романа находится примерно на уровне реального в 1984 году.
Последние пишущие машинки вышли из употребления ещё в начале 1960-х гг., что примерно на 30 лет раньше реального прекращения их использования.
Достижения электроники несколько опережают реальные: распространены ЭВМ (в романе — ординаторы), оснащённые текстовым редактором и примерно соответствующие уровню начала 1990-х гг. Появляются первые сотовые телефоны, также напоминающие реальные аппараты начала 1990-х гг. Однако, телевидения, в современном понимании, не существует. Функцию телевизоров выполняют «новостные панели», также используемые в качестве видеофонов. По новостным панелям показывают только новости (в США — также рекламу), а изображение не очень чёткое.
Первый полёт человека в космос совершён только во время действия романа по технологии, использовавшейся для первых реальных полётов, и по маршруту, совпадающему с полётом Гагарина.
Чрезвычайно развита медицина: её уровень значительно превосходит не только 1984 год, но и время написания романа, побеждены многие болезни (рак (примерно в середине 1970-х гг.), бронхиальная астма, сахарный диабет). В то же время, одна из героинь страдает от неизлечимого арахноидита и упоминается о смерти от рака, как о редком событии.

## Мир «Побѣдителей»
В декабре 2023 г. в системе "ЛитРес" опубликован второй роман о мире «Побѣдителей» - «Синий мëд». Его действие разворачивается в 1995 г., рассказчицей и одним из главных персонажей вновь является Нелли Чудинова. 
В начале 2024 г. Елена Чудинова работает над 3-й книгой цикла. Известно, что хрологически её сюжет занимает положение между  «Побѣдителями» и «Синим мëдом», но это не прямое продолжение 1-й книги, а спин-офф.

## Аллюзии
- Год действия романа — 1984, напоминает о книге Джорджа Оруэлла «1984», а также о фильме «Гостья из будущего».

- Название книги является отсылкой к роману Ирины Головкиной (Римской-Корсаковой) «Побеждённые» («Лебединая песнь»).

- Сюжетная линия, связанная со Старопалашёвским кружком, отсылает к роману Ф. М. Достоевского «Бесы», написанного, в свою очередь, по мотивам дела Нечаева.

- Текст очерка Овсова о маньяке Черемнухе является изложением статьи Дугина «Положи своё тело в осоку».

## Интересные факты
- Выход романа состоялся 7 ноября 2016 года. Автор утверждает, что это случайное совпадение, а дата была назначена издательством.

- Автор настаивает, что название романа должно писаться только через букву «ять».

## Признание и награды
Приказом по Войсковому Казачьему Обществу «Всевеликое Войско Донское» от 26 декабря 2016 года Е. П. Чудинова за роман «Побѣдители» награждена медалью «За веру и службу России».